# Чемпионат Греции по баскетболу
А1 является сильнейшим дивизионом национальной лиги Греции, основанной в 1927 году. Чемпионат не проводился в 1931—1934, 1941—1945, 1952, 1956 годах. С сезона 1986/87 проводится в два этапа: регулярный круговой турнир и плей-офф. С сезона 1992/93 турнир обычно проходит при остром соперничестве «Панатинаикоса» и «Олимпиакоса», которые с сезона 2005/06 регулярно встречаются в финале.

## Чемпионы
- 2025. Олимпиакос
- 2024. Панатинаикос
- 2023. Олимпиакос
- 2022. Олимпиакос
- 2021. Панатинаикос
- 2020. Панатинаикос
- 2019. Панатинаикос
- 2018. Панатинаикос
- 2017. Панатинаикос
- 2016. Олимпиакос
- 2015. Олимпиакос
- 2014. Панатинаикос
- 2013. Панатинаикос
- 2012. Олимпиакос
- 2011. Панатинаикос
- 2010. Панатинаикос
- 2009. Панатинаикос
- 2008. Панатинаикос
- 2007. Панатинаикос
- 2006. Панатинаикос
- 2005. Панатинаикос
- 2004. Панатинаикос
- 2003. Панатинаикос
- 2002. АЕК
- 2001. Панатинаикос
- 2000. Панатинаикос
- 1999. Панатинаикос
- 1998. Панатинаикос
- 1997. Олимпиакос
- 1996. Олимпиакос
- 1995. Олимпиакос
- 1994. Олимпиакос
- 1993. Олимпиакос
- 1992. ПАОК
- 1991. Арис
- 1990. Арис
- 1989. Арис
- 1988. Арис
- 1987. Арис
- 1986. Арис
- 1985. Арис
- 1984. Панатинаикос
- 1983. Арис
- 1982. Панатинаикос
- 1981. Панатинаикос
- 1980. Панатинаикос
- 1979. Арис
- 1978. Олимпиакос
- 1977. Панатинаикос
- 1976. Олимпиакос
- 1975. Панатинаикос
- 1974. Панатинаикос
- 1973. Панатинаикос
- 1972. Панатинаикос
- 1971. Панатинаикос
- 1970. АЕК
- 1969. Панатинаикос
- 1968. АЕК
- 1967. Панатинаикос
- 1966. АЕК
- 1965. АЕК
- 1964. АЕК
- 1963. АЕК
- 1962. Панатинаикос
- 1961. Панатинаикос
- 1960. Олимпиакос
- 1959. ПАОК
- 1958. АЕК
- 1957. Панеллиниос
- 1955. Панеллиниос
- 1954. Панатинаикос
- 1953. Панеллиниос
- 1951. Панатинаикос
- 1950. Панатинаикос
- 1949. Олимпиакос
- 1947. Панатинаикос
- 1946. Панатинаикос
- 1940. Панеллиниос
- 1939. Панеллиниос
- 1937. Университет Афины
- 1936. Неар Уэст
- 1935. Ираклис
- 1930. Арис
- 1929. Панеллиниос
- 1928. Ираклис

### Титулы
| Клуб                          | Победы |
| «Панатинаикос» Афины          | 40     |
| «Олимпиакос» Пирей            | 15     |
| «Арис» Салоники               | 10     |
| «АЕК» Афины                   | 8      |
| «Панеллиниос» Афины           | 6      |
| «Ираклис» Салоники            | 2      |
| ПАОК Салоники                 | 2      |
| «Афинский университет»        | 1      |
| «Неар Уэст» Кесариани (Афины) | 1      |